# I Sing the Body Electric (album)
Pour les articles homonymes, voir I Sing the Body Electric.
Albums de Weather Report
Weather Report
(1971) Live in Tokyo
(1972)
I Sing the Body Electric, paru en 1972 sur le label Columbia Records, est le deuxième album du groupe de jazz fusion américain Weather Report.

## Présentation
Les titres de la face 1 sont enregistrés dans les studios de CBS à New York en novembre 1971 et janvier 1972. Ceux de la face 2 sont enregistrés lors d'un concert au Shibuya Kokaido Hall de Tokyo le 13 janvier 1972.
Weather report compte deux nouveaux membres, Eric Gravatt à la batterie et Dom Um Romão aux percussions, qui remplacent respectivement Alphonse Mouzon et Airto Moreira.

## Titres
1. "Unknown Soldier" (Zawinul) – 8:00
2. "The Moors" (Shorter) – 4:45
3. "Crystal" (Vitous) – 7:25
4. "Second Sunday In August" (Zawinul)– 4:13
5. "Medley: Vertical Invader" (Zawinul) /"T.H." (Vitous) /"Dr. Honoris Causa" (Zawinul)– 10:40
6. "Surucucú" (Shorter) – 7:42
7. "Directions" (Zawinul) – 4:36

## Musiciens
- Josef Zawinul - piano acoustique et électrique, synthétiseur ARP 2600
- Wayne Shorter - saxophones
- Miroslav Vitous - basse
- Eric Gravatt - batterie
- Dom Um Romão - percussions

## Musiciens additionnels
- Sur Unknown Soldier
- Andrew White - cor anglais
- Hubert Laws Jr. - flûte
- Wilmer Wise - trompettes
- Yolande Bavan, Joshie Armstrong, Chapman Roberts - chant
- Roger Powell - Programmation du synthé
- Ralph Towner - guitare 12 cordes - Sur The Moors